# Myrcinoides
Myrcinoides is een geslacht van kevers uit de familie bladkevers (Chrysomelidae).
De wetenschappelijke naam van het geslacht werd in 1894 gepubliceerd door Martin Jacoby.

## Soorten
- Myrcinoides sarawakiensis Mohamedsaid, 1996